# Minowa (métro de Tokyo)
Minowa (三ノ輪駅, Minowa-eki) est une station du métro de Tokyo sur la ligne Hibiya dans l'arrondissement de Taitō à Tokyo. Elle est exploitée par le Tokyo Metro.

## Situation sur le réseau
La station Minowa est située au point kilométrique 17,4 de la ligne Hibiya.

## Histoire
La station a été inaugurée le 28 mars 1961.

## Services aux voyageurs

### Accès et accueil
La station est ouverte tous les jours. Elle se compose de 2 quais encadrant 2 voies.
En moyenne, 37 549 voyageurs ont fréquenté quotidiennement la station en 2015.

### Desserte
Ligne Hibiya :
- voie 1 : direction Naka-Meguro
- voie 2 : direction Kita-Senju (interconnexion avec la ligne Tōbu Skytree pour Kuki et Minami-Kurihashi)

Installations de la station
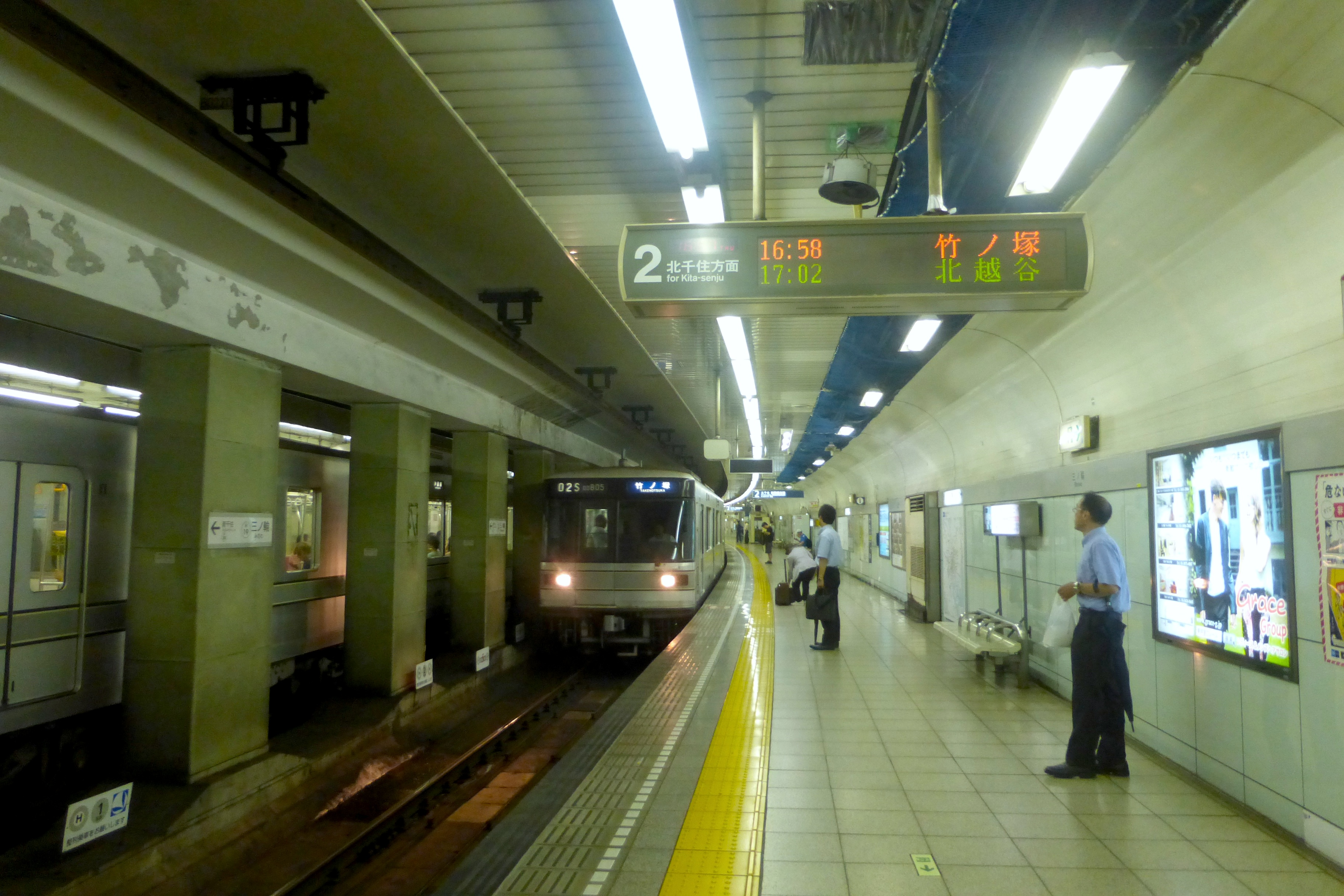
Quais de la ligne Hibiya
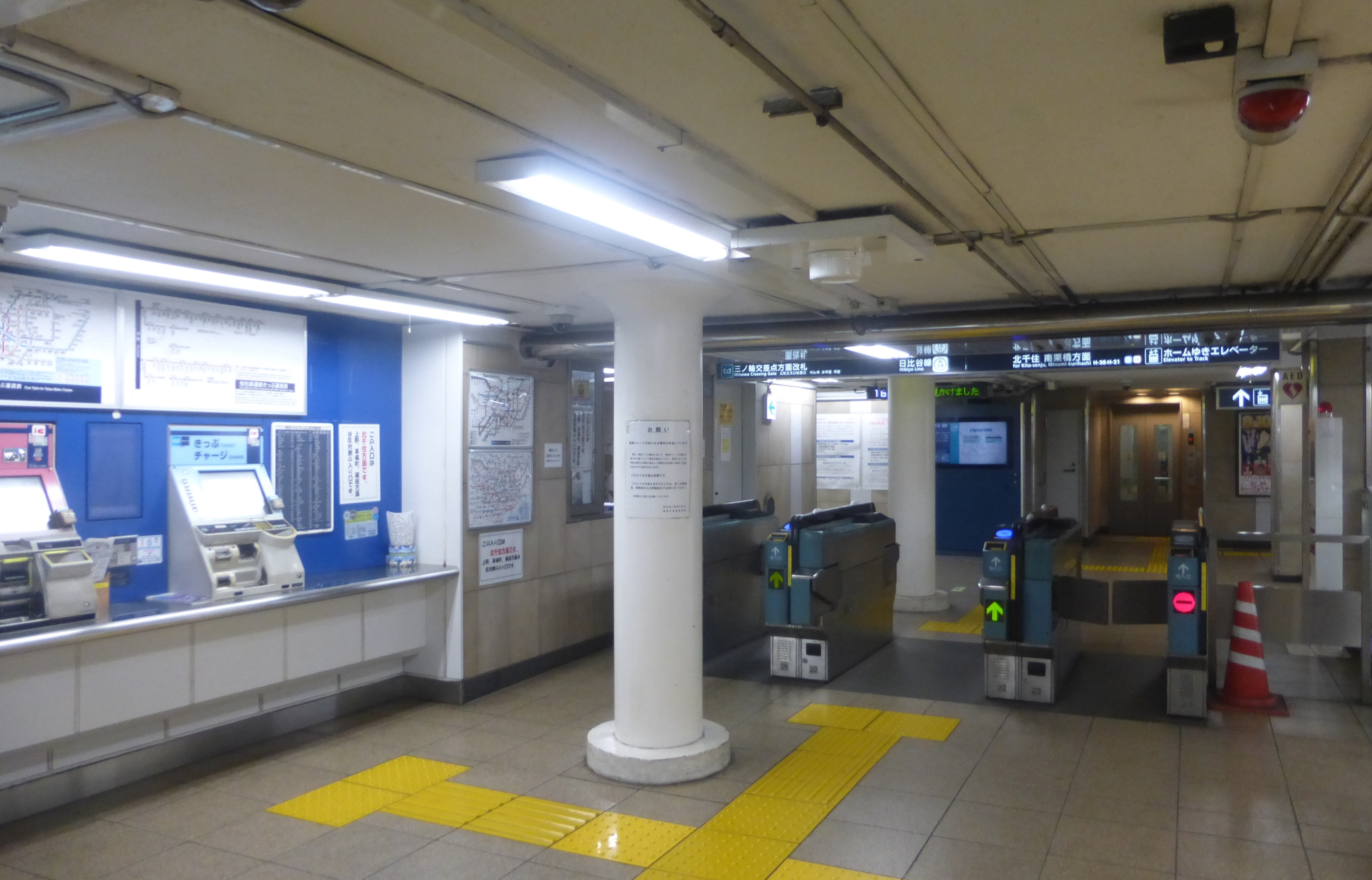
Ligne de contrôle

## A proximité
- San'ya
- Yoshiwara